# Leoš Škoda
Leoš Škoda (* 1. Mai 1953 in Liberec) ist ein ehemaliger tschechoslowakischer Skispringer.

## Werdegang
Škoda nahm ab 1971 jährlich an der Vierschanzentournee teil. Sein bestes Resultat erzielte er dabei bei der Vierschanzentournee 1978/79, als er nach guten Springen – darunter zwei Top-10-Platzierungen in Oberstdorf und Bischofshofen – am Ende den 6. Platz in der Tournee-Gesamtwertung erreichte.
Bei den Olympischen Winterspielen 1976 in Innsbruck, bei denen er mit 18 Jahren der jüngste Athlet im tschechoslowakischen Team war, erreichte Škoda auf der Großschanze den 26. Platz. In der Skisprungsaison 1976/77 wurde Škoda sowohl bei der Springertournee der Freundschaft als auch bei der Bohemia-Tournee Zweiter der Gesamtwertung.
Škoda stand 1979 im Nationalteam für den neu geschaffenen Skisprung-Weltcup. In den ersten Springen im Rahmen der Vierschanzentournee 1979/80 blieb er jedoch erfolglos.
Zu den Olympischen Winterspielen 1980 stand er erneut im Aufgebot der Tschechoslowakei und erreichte im Springen von der Normalschanze den 22. und von der Normalschanze den 21. Platz.
Nach den Olympischen Winterspielen konnte er mit einem 11. Platz die Saison erfolgreich beenden. Die folgende Weltcup-Saison 1980/81 verlief für Škoda sehr erfolgreich. Nachdem er in den meisten Springen Punkte gewonnen hatte, erreichte er am Ende der Saison den 33. Platz in der Weltcup-Gesamtwertung. Zudem konnte er in der Saison beim Springen in Harrachov mit dem 8. Platz das beste Einzelresultat seiner Karriere im Skisprung-Weltcup erreichen. Das letzte reguläre Weltcup-Springen sprang er in seiner Heimat Liberec und belegte dort den 9. Platz.
1982 trat Škoda noch einmal zum Skifliegen am Kulm an und erreichte dabei mit Platz 15 noch einmal einen Weltcup-Punkt. Nach dem Wettbewerb beendete Škoda seine aktive Skisprungkarriere.

## Erfolge

### Weltcup-Platzierungen
| Saison  | Platz | Punkte |
| ------- | ----- | ------ |
| 1979/80 | 48.   | 19     |
| 1980/81 | 33.   | 22     |
| 1981/82 | 66.   | 01     |